# Base naval de entrenamiento de la Armada israelí
La Base naval de entrenamiento de la Armada israelí (en hebreo: בה"ד חיל הים) también (en hebreo: בסיס 600) es la principal base de entrenamiento de la Armada israelí. La base naval está situada en el barrio de Bat Galim, en la ciudad de Haifa, en la costa mediterránea. La base naval fue utilizada por miembros de la Marina Real Británica durante el Mandato Británico de Palestina. Desde julio de 2021, el comandante de la base es el coronel Tamir Shemesh.

## Historia

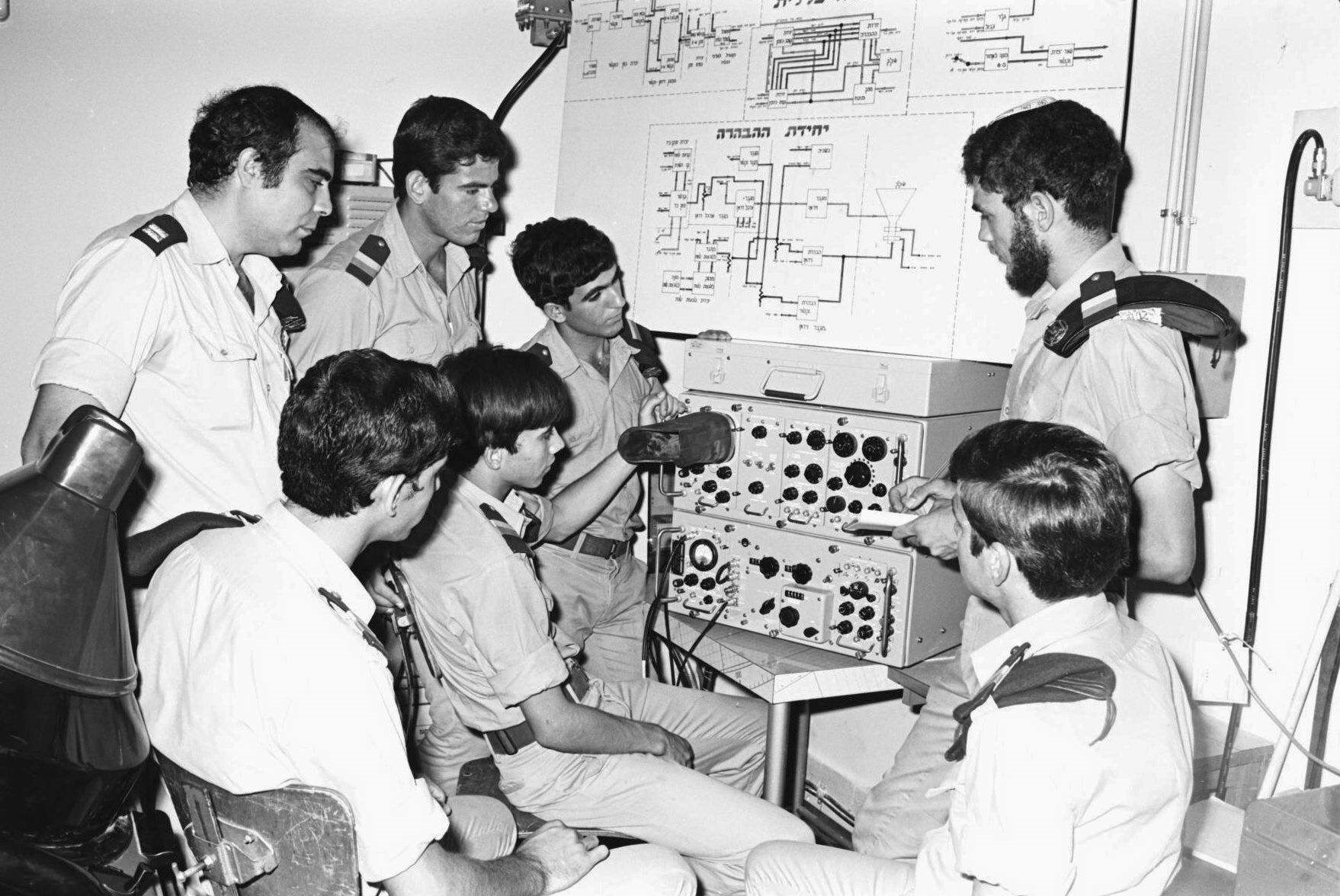
Instrucción de los alumnos en electrónica.

En 2008, se creó la escuela técnica naval Tzur-Yam, que está ubicada en la base 600, y que enseña materias técnicas, a los estudiantes de los grados noveno hasta el duodécimo, además de brindarles conocimientos generales sobre la Armada, esta es la principal base naval de entrenamiento de la Armada de Israel. La base naval alberga todos los programas y cursos de entrenamiento de la Armada, incluida la escuela de comandos navales de la Armada de Israel, y la Academia naval israelí. La base está comandada por un oficial con rango de coronel.

## Educación
La base militar naval, es la responsable de entrenar a todos los soldados de la Armada israelí, con la excepción de los miembros de la unidad Shayetet 13 y una serie de profesiones generales que se enseñan en otras bases de entrenamiento de armas combinadas (por ejemplo, la formación de médicos de combate). 
La formación militar naval, incluye la formación para los tripulantes de barcos lanzamisiles y buques patrulleros, en todas las profesiones, (unos 20 cursos diferentes), técnicos navales, (unas 30 profesiones diferentes), tripulantes de submarinos, cursos profesionales para personal alistado en la Armada, cursos de formación a largo plazo, y diversos cursos generales de formación para los futuros miembros de la flota.